# Лорі Мел'єн
Лорі Мел'єн (англ. Lori Melien, 11 травня 1972) — канадська плавчиня.
Призерка Олімпійських Ігор 1988 року.
Призерка Ігор Співдружності 1990 року.